# Município de Falls (condado de Muskingum, Ohio)
Localização do Ohio nos E.U.A.
O município de Falls (em inglês: Falls Township) é um município localizado no condado de Muskingum no estado estadounidense de Ohio. No ano de 2010 tinha uma população de 8131 habitantes e uma densidade populacional de 121,78 pessoas por km².

## Geografia
O município de Falls encontra-se localizado nas coordenadas 39° 59′ 24″ N, 82° 03′ 17″ O. Segundo o Departamento do Censo dos Estados Unidos, o município tem uma superfície total de 66.77 km², da qual 63,48 km² correspondem a terra firme e (4,93 %) 3,29 km² é água.

## Demografia
Segundo o censo de 2010, tinha 8131 pessoas residindo no município de Falls. A densidade populacional era de 121,78 hab./km².